# Marko Mitrovic
Marko Mitrović (serbisk kyrilliska: Mapкo Mитpoвић), född 27 juni 1992 i Malmö, är en svensk fotbollsspelare med serbiskt ursprung.

## Karriär
Mitrović värvades i januari 2008 från Malmö FF till Chelsea FC för ca 4 miljoner SEK, och tog plats i Chelseas ungdomslag. Han inledde Chelseakarriären succéartat när han vann skytteligan i ungdomsturneringen Cobham Cup. I maj 2010 tog Chelsea hem segern i FA Youth Cup finalen mot Aston Villa där Mitrović gjorde ett mål. Efter att hans kontrakt löpt ut gick han som bosmanfall till Brescia i Serie B 2012.  Efter stora skadebekymmer under en längre tid valde Mitrović till slut att bryta sitt kontrakt med Brescia och istället skriva på för FC Eindhoven i nederländska andraligan.
I augusti 2018 värvades Mitrovic av serbiska Radnički Niš, han var utlånad till Dinamo Vranje under 2019 innan han gick till portugisiska Beira-Mar. Skadorna fortsatte och han lämnade efter säsongen 2020/2021.
Han startade och driver bolaget Arktis Naturals 2021 som tillverkar och säljer produkter med den verksamma substansen cannabidiol, som utvinns ur cannabis. Han använde själv sådan produkter under sina skadeperioder och menar att de fungerat bra. År 2023 hade han inte spelat en match på mer än tre år, men uppgav att han inte helt gett upp en comeback som fotbollsspelare.

## Meriter

### Malmö FF
- Pojkallsvenskan: 2007[8]

### Chelsea FC
- Cobham Cup: 2008-09
- Cobham Cup Golden Boot: 2008-09
- FA Youth Cup: 2009-10
- Premier Reserve League: 2010-11